# Острово (Сморгонский район)
О́строво (бел. Во́страва) — деревня в Сморгонском районе Гродненской области Белоруссии. Входит в состав Вишневского сельсовета, до 2016 года входила в состав Войстомского сельсовета.
Расположена в восточной части района, неподалёку от истока реки Ганутка. Расстояние до районного центра Сморгонь по автодороге — 13 км, до центра сельсовета агрогородка Войстом по прямой — чуть менее 7 км. Ближайшие населённые пункты — Кулеши, Селец, Шостаки. Площадь занимаемой территории составляет 0,3223 км², протяжённость границ 6550 м.

## Название
Название происходит от слова остров, означающее участок земли в лесу или на болоте пригодный для земледелия.

## История
Деревня отмечена на карте Шуберта (середина XIX века) под названием Остров в составе Войстомской волости Свенцянского уезда Виленской губернии. В 1865 году Острово насчитывало 44 ревизских души, 8 дворов и 97 жителей, из них 11 православных и 86 католиков. Входило в состав имения Войстом.
После Советско-польской войны, завершившейся Рижским договором, в 1921 году Западная Белоруссия отошла к Польской Республике и деревня была включена в состав новообразованной сельской гмины Войстом Свенцянского повета Виленского воеводства. 1 января 1926 года гмина Войстом была переведена в состав Вилейского повета.
В 1938 году Острово насчитывало 24 дыма (двора) и 140 душ.
В 1939 году, согласно секретному протоколу, заключённому между СССР и Германией, Западная Белоруссия оказалась в сфере интересов советского государства и её территорию заняли войска Красной армии. Деревня вошла в состав новообразованного Сморгонского района Вилейской области БССР. После реорганизации административного-территориального деления БССР деревня была включена в состав новой Молодечненской области в 1944 году. В 1960 году, ввиду новой организации административно-территориального деления и упразднения Молодечненской области, Острово вошло в состав Гродненской области.

## Население
| 1865 | 1938 | 1999 | 2009 |
| ---- | ---- | ---- | ---- |
| 97   | 140  | 46   | 50   |

## Транспорт
Автомобильной дорогой местного значения Н7927 Острово связано с республиканской дорогой Р63 Борисов — Вилейка — Ошмяны. Также через деревню проходят дороги:
- Н6143 Острово — Заболотье
- Н7932 Войстом — Лозовка — Селец — Острово

Через деревню проходят регулярные автобусные маршруты:
- Сморгонь — Вилейка
- Сморгонь — Вишнево
- Сморгонь — Войстом
- Сморгонь — Мицкевичи
- Сморгонь — Ордея
- Сморгонь — Свайгини